# Фудбалска репрезентација Бугарске
Фудбалска репрезентација Бугарске je фудбалска селекција Бугарске, под контролом Фудбалског савеза Бугарске, која своје утакмице игра у такмичењима УЕФА и ФИФА.

## Светска првенства
| Година         | Резултат              | Пласман               | ИГ                    | П                     | Н*                    | И                     | ГД                    | ГП                    |
| -------------- | --------------------- | --------------------- | --------------------- | --------------------- | --------------------- | --------------------- | --------------------- | --------------------- |
| 1930.          | Није учествовала      | Није учествовала      | Није учествовала      | Није учествовала      | Није учествовала      | Није учествовала      | Није учествовала      | Није учествовала      |
| 1934.          | Није се квалификовала | Није се квалификовала | Није се квалификовала | Није се квалификовала | Није се квалификовала | Није се квалификовала | Није се квалификовала | Није се квалификовала |
| 1938.          | Није се квалификовала | Није се квалификовала | Није се квалификовала | Није се квалификовала | Није се квалификовала | Није се квалификовала | Није се квалификовала | Није се квалификовала |
| 1950.          | Није се квалификовала | Није се квалификовала | Није се квалификовала | Није се квалификовала | Није се квалификовала | Није се квалификовала | Није се квалификовала | Није се квалификовала |
| 1954.          | Први круг             | 12                    | 3                     | 0                     | 2                     | 1                     | 2                     | 5                     |
| 1958.          | Није се квалификовала | Није се квалификовала | Није се квалификовала | Није се квалификовала | Није се квалификовала | Није се квалификовала | Није се квалификовала | Није се квалификовала |
| 1962.          | Први круг             | 15                    | 3                     | 0                     | 1                     | 2                     | 1                     | 7                     |
| 1966.          | Први круг             | 15                    | 3                     | 0                     | 0                     | 3                     | 1                     | 8                     |
| 1970.          | Први круг             | 13                    | 3                     | 0                     | 1                     | 2                     | 5                     | 9                     |
| 1974.          | Први круг             | 12                    | 3                     | 0                     | 2                     | 1                     | 2                     | 5                     |
| 1978.          | Није се квалификовала | Није се квалификовала | Није се квалификовала | Није се квалификовала | Није се квалификовала | Није се квалификовала | Није се квалификовала | Није се квалификовала |
| 1982.          | Није се квалификовала | Није се квалификовала | Није се квалификовала | Није се квалификовала | Није се квалификовала | Није се квалификовала | Није се квалификовала | Није се квалификовала |
| 1986.          | Други круг            | 12                    | 4                     | 0                     | 2                     | 2                     | 2                     | 6                     |
| 1990.          | Није се квалификовала | Није се квалификовала | Није се квалификовала | Није се квалификовала | Није се квалификовала | Није се квалификовала | Није се квалификовала | Није се квалификовала |
| 1994.          | Полуфинале            | 4                     | 7                     | 4                     | 0                     | 3                     | 13                    | 12                    |
| 1998.          | Први круг             | 29                    | 3                     | 0                     | 1                     | 2                     | 1                     | 7                     |
| 2002. до 2022. | Није се квалификовала | Није се квалификовала | Није се квалификовала | Није се квалификовала | Није се квалификовала | Није се квалификовала | Није се квалификовала | Није се квалификовала |
| Укупно         | 8/22                  |                       | 26                    | 4                     | 7                     | 15                    | 25                    | 54                    |

## Европска првенства
| Година         | Резултат              | Пласман               | ИГ                    | П                     | Н*                    | И                     | ГД                    | ГП                    |
| -------------- | --------------------- | --------------------- | --------------------- | --------------------- | --------------------- | --------------------- | --------------------- | --------------------- |
| 1960. до 1992. | Није се квалификовала | Није се квалификовала | Није се квалификовала | Није се квалификовала | Није се квалификовала | Није се квалификовала | Није се квалификовала | Није се квалификовала |
| 1996.          | Први круг             | 12                    | 3                     | 1                     | 1                     | 1                     | 3                     | 4                     |
| 2000.          | Није се квалификовала | Није се квалификовала | Није се квалификовала | Није се квалификовала | Није се квалификовала | Није се квалификовала | Није се квалификовала | Није се квалификовала |
| 2004.          | Први круг             | 16                    | 3                     | 0                     | 0                     | 3                     | 1                     | 9                     |
| 2008. до 2024. | Није се квалификовала | Није се квалификовала | Није се квалификовала | Није се квалификовала | Није се квалификовала | Није се квалификовала | Није се квалификовала | Није се квалификовала |
| Укупно         | 2/17                  |                       | 6                     | 1                     | 1                     | 4                     | 4                     | 13                    |

### Лига нација
| Рекорди у УЕФА Лиги нација | Рекорди у УЕФА Лиги нација | Рекорди у УЕФА Лиги нација | Рекорди у УЕФА Лиги нација | Рекорди у УЕФА Лиги нација | Рекорди у УЕФА Лиги нација | Рекорди у УЕФА Лиги нација | Рекорди у УЕФА Лиги нација | Рекорди у УЕФА Лиги нација | Рекорди у УЕФА Лиги нација | Рекорди у УЕФА Лиги нација |
| Сезона                     | Лига                       | Група                      | ИГ                         | П                          | Н                          | И                          | ГД                         | ГП                         | П/И                        | Поз.                       |
| -------------------------- | -------------------------- | -------------------------- | -------------------------- | -------------------------- | -------------------------- | -------------------------- | -------------------------- | -------------------------- | -------------------------- | -------------------------- |
| 2018/19.                   | Ц                          | 3                          | 6                          | 3                          | 2                          | 1                          | 7                          | 5                          | Раст                       | 29.                        |
| 2020/21.                   | Б                          | 4                          | 6                          | 0                          | 2                          | 4                          | 2                          | 7                          | Пад                        | 31.                        |
| 2022/23.                   | Ц                          | 4                          | 6                          | 2                          | 3                          | 1                          | 10                         | 8                          | Same position              | 40.                        |
| Укупно                     | Укупно                     | Укупно                     | 18                         | 5                          | 7                          | 6                          | 19                         | 20                         |                            |                            |

## Селектори
- Красимир Борисов до 1992
- Димитар Пенев 1992—1996
- Христо Вонев 1996—1998
- Димитар Димитров 1998—2000
- Стојчо Младенов 2000—2002
- Пламен Марков 2002—2004
- Христо Стоичков 2004—2007
- Станимир Стоилов 2007
- Димитар Пенев 2007
- Пламен Марков 2008
- Станимир Стоилов 2009—2010
- Лотар Матеус 2010—2011
- Михаил Мадански 2011
- Љубослав Пенев 2011—2014
- Иваило Петев 2015—2016
- Петар Хубчев 2016—

## Тренутни састав
Ажурирано 16. новембра 2018.
| #          | Име                 | Датум рођења        | Наступи | Голови  | Клуб              |
| Голмани    | Голмани             | Голмани             | Голмани | Голмани | Голмани           |
| ---------- | ------------------- | ------------------- | ------- | ------- | ----------------- |
| 1          | Георги Петков       | 14. март 1976.      | 17      | 0       | Славија Софија    |
| 13         | Благој Макенџијев   | 11. јул 1988.       | 0       | 0       | Черно Море        |
| 23         | Димитар Евтимов     | 7. септембар 1993.  | 0       | 0       | Бартон Албион     |
| Одбрана    |                     |                     |         |         |                   |
| 2          | Страхил Попов       | 31. август 1990.    | 21      | 0       | Касимпаса         |
| 4          | Божидар Чорбаџијски | 1. август 1995.     | 8       | 0       | ЦСКА Софија       |
| 5          | Николај Бодуров     | 30. мај 1986.       | 46      | 2       | ЦСКА Софија       |
| 11         | Иван Бандаловски    | 23. новембар 1986.  | 19      | 0       | Берое             |
| 14         | Антон Недијалков    | 30. април 1993.     | 7       | 0       | Лудогорец         |
| 15         | Васил Божиков       | 2. јун 1988.        | 18      | 0       | Слован Братислава |
| 21         | Камен Хаџијев       | 22. септембар 1991. | 0       | 0       | Берое             |
| Средњи ред |                     |                     |         |         |                   |
| 3          | Александар Цветков  | 31. август 1990.    | 2       | 0       | Берое             |
| 6          | Симеон Славчев      | 25. септембар 1993. | 21      | 0       | Карабаг           |
| 7          | Георги Костадинов   | 7. септембар 1990.  | 15      | 3       | Арсенал Тула      |
| 8          | Тодор Неделев       | 7. фебруар 1993.    | 21      | 1       | Ботев Пловдив     |
| 12         | Божидар Краев       | 23. јун 1997.       | 9       | 2       | Мидтјиланд        |
| 16         | Кристијан Малинов   | 30. март 1994.      | 3       | 0       | ЦСКА Софија       |
| 18         | Галин Иванов        | 15. април 1988.     | 3       | 0       | Славија Софија    |
| 20         | Мартин Рајнов       | 25. април 1992.     | 7       | 0       | Берое             |
| 22         | Николај Димитров    | 15. октобар 1987.   | 8       | 1       | Урал              |
| Напад      |                     |                     |         |         |                   |
| 9          | Спас Делев          | 22. септембар 1989. | 21      | 2       | Погоњ Шчећин      |
| 10         | Ивелин Попов (к)    | 26. октобар 1987.   | 79      | 14      | Спартак Москва    |
| 17         | Станислав Костов    | 2. октобар 1991.    | 1       | 0       | Левски Софија     |
| 19         | Радослав Василев    | 12. октобар 1990.   | 5       | 1       | Черно Море        |

## Статистика играча
Ажурирано 26. марта 2018.
| #   | Играч             | Каријера  | Наступа | Голова |
| --- | ----------------- | --------- | ------- | ------ |
| 1.  | Стилијан Петров   | 1998—2011 | 105     | 8      |
| 2.  | Борислав Михајлов | 1983—1998 | 102     | 0      |
| 3.  | Христо Бонев      | 1967—1979 | 96      | 48     |
| 4.  | Красимир Балаков  | 1988—2003 | 92      | 15     |
| 5.  | Димитар Пенев     | 1964—1977 | 90      | 2      |
| 6.  | Радостин Кишишев  | 1996—2009 | 83      | 1      |
| 7.  | Мартин Петров     | 1999—2011 | 90      | 19     |
| 8.  | Христо Стоичков   | 1987—1999 | 83      | 37     |
| 9.  | Наско Сираков     | 1983—1996 | 81      | 23     |
| 10. | Златко Јанков     | 1989—2003 | 80      | 4      |

| #   | Играч            | Каријера  | Голова | Наступа |
| --- | ---------------- | --------- | ------ | ------- |
| 1.  | Димитар Бербатов | 1999—2010 | 48     | 78      |
| 1.  | Христо Бонев     | 1967—1979 | 48     | 96      |
| 3.  | Христо Стоичков  | 1987—1999 | 37     | 83      |
| 4.  | Емил Костадинов  | 1988—1998 | 27     | 70      |
| 5.  | Љубомир Ангелов  | 1931—1940 | 26     | 44      |
| 6.  | Петар Жеков      | 1963—1972 | 25     | 44      |
| 6.  | Иван Колев       | 1952—1966 | 25     | 75      |
| 8.  | Атанас Михајлов  | 1967—1979 | 23     | 45      |
| 8.  | Наско Сираков    | 1983—1997 | 23     | 81      |
| 10. | Димитар Миланов  | 1948—1959 | 20     | 39      |